# Sphecosoma melissa
Sphecosoma melissa är en fjärilsart som beskrevs av William Schaus 1896. Sphecosoma melissa ingår i släktet Sphecosoma och familjen björnspinnare. Inga underarter finns listade i Catalogue of Life.